# Nello Carrara
Nello Carrara (Firenze, 19 febbraio 1900 – Firenze, 5 giugno 1993) è stato un fisico italiano.

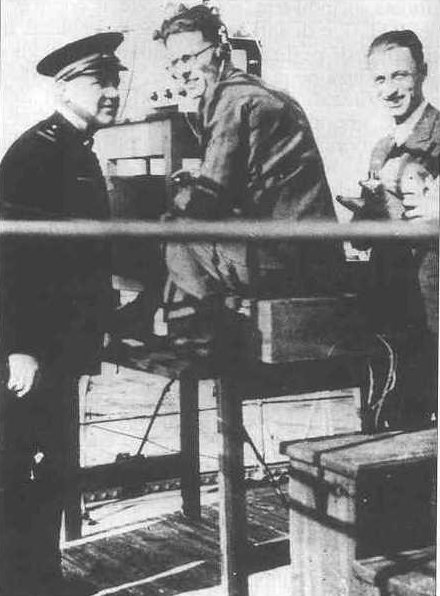
Nello Carrara (al centro) nel 1935

Il suo campo di ricerca principale furono i raggi X, le onde elettromagnetiche e il radar.
Fondatore dell'Istituto per la Ricerca sulle Onde Elettromagnetiche, è conosciuto per aver coniato il neologismo "microonde" e il corrispondente inglese "microwaves".

## Biografia
Nato a Firenze nel 1900, si diplomò nel 1917 e, dopo aver combattuto nella prima guerra mondiale, entrò nel 1918 alla Scuola normale superiore di Pisa, studiando fisica insieme ai compagni di corso Enrico Fermi e Franco Rasetti. Nel 1921 scrisse la sua tesi di laurea riguardante la diffrazione dei raggi X laureandosi all'Università di Pisa con il Prof. Luigi Puccianti
.
Dopo aver lavorato per l'Università di Pisa, divenne a 24 anni professore all'Accademia navale di Livorno, presso cui si occupò fino al 1954 sia di insegnamento agli allievi ufficiali di Marina, sia di ricerca.
In quella sede fu coinvolto nello sviluppo del radar, occupandosi principalmente della progettazione e realizzazione di valvole di potenza e magnetron, aiutando nel 1936 il collega professor Ugo Tiberio a creare il primo rilevatore radar a onda continua italiano denominato EC1, poi sviluppato fino a divenire con l'EC3/ter «Gufo» il primo radar operativo italiano nella seconda guerra mondiale.
Insegnò fisica anche all'Università di Bari tra il 1945 e il 1946 e all'Università di Pisa dal 1947 al 1950.
Nel 1946 fondò a Firenze l'Istituto di Ricerca sulle Onde Elettromagnetiche.
Nel 1954 divenne professore del corso di Teoria e Tecnica della Onde Elettromagnetiche all'Istituto Universitario Navale di Napoli, per poi trasferirsi nel 1956 all'Università di Firenze, dove nel 1975 divenne professore emerito.
Fu anche direttore del Centro di Microonde del Consiglio Nazionale delle Ricerche.
Nella sua carriera di ricercatore pubblicò oltre 100 articoli. In uno di essi, "The Detection of Microwaves" del 1932, coniò il termine "microonde".
Fu inoltre consulente per varie industrie, cofondatore (e in seguito presidente e presidente onorario) della SMA-Segnalamento marittimo ed aereo, che costruiva apparati radar per uso navale, aereo e terrestre; presidente di Selesmar, azienda specializzata nella navigazione radar commerciale e vicepresidente di ISC, specializzata nella fornitura di apparati di comunicazione per l'industria aerospaziale.
Fu insignito di vari premi e onorificenze, tra le quali il titolo di Grand'Ufficiale dell'Ordine al Merito della Repubblica Italiana e quello di Cavaliere dell'Ordine dei Santi Maurizio e Lazzaro.
In suo onore, è stato a lui intitolato l'Istituto di Fisica Applicata "Nello Carrara" di Firenze.